# شاي غيبونز
شاي غيبونز (بالإنجليزية: Shay Gibbons)‏ (19 مايو 1929 بدبلن في جمهورية أيرلندا - 9 يونيو 2006 بدبلن في جمهورية أيرلندا) هو لاعب كرة القدم الغالية ولاعب كرة قدم أيرلندي في مركز الهجوم. شارك مع منتخب جمهورية أيرلندا لكرة القدم. أما مع النوادي، فقد لعب مع باتريك أتلتيك ونادي بوهيميان ونادي دوندالك وهوم فارم ‏ وكورك هايبرنيانز ‏.

## وصلات خارجية
- شاي غيبونز على موقع الاتحاد الدولي (مؤرشف)  (الإنجليزية)
- شاي غيبونز على موقع ناشيونال فوتبول تيمز (الإنجليزية)